# Существенный факт
Суще́ственный факт — наступление одного из событий или принятие решения о совершении одного из корпоративных действий, информацию о котором согласно законодательству о рынке ценных бумаг эмитент ценных бумаг обязан раскрыть в форме сообщения о существенном факте.

## Сведения, составляющие существенный факт
Следующие факты (события, действия), касающиеся финансово-хозяйственной деятельности эмитента эмиссионных ценных бумаг, признаются существенными фактами и подлежат раскрытию на рынке ценных бумаг:
- реорганизация эмитента, его дочерних и зависимых обществ;
- факты, повлёкшие за собой разовое увеличение или уменьшение стоимости активов эмитента более чем на 10 процентов;
- факты, повлёкшие за собой разовое увеличение чистой прибыли или чистых убытков эмитента более чем на 10 процентов;
- факты разовых сделок эмитента, размер которых или стоимость имущества по которым составляет 10 и более процентов активов эмитента по состоянию на дату сделки;
- выпуск эмитентом ценных бумаг, начисленные и (или) выплаченные доходы по ценным бумагам эмитента;
- включение в реестр акционеров эмитента акционера, владеющего не менее чем 5 процентами обыкновенных акций эмитента, а также любое изменение, в результате которого доля принадлежащих этому акционеру таких акций стала более или менее 5, 10, 15, 20, 25, 30, 50 или 75 процентов размещенных обыкновенных акций;
- дата закрытия реестра акционеров эмитента, сроки исполнения обязательств эмитента перед владельцами, решения общих собраний;
- принятие уполномоченным органом эмитента решения о выпуске эмиссионных ценных бумаг;
- поступление в адрес эмитента — открытого акционерного общества добровольного или обязательного предложения (в том числе конкурирующего предложения), уведомления о праве требовать выкупа ценных бумаг или требования о выкупе ценных бумаг.

## Обязанность по раскрытию существенных фактов
Обязанность по раскрытию информации в форме сообщения о существенном факте возникает у эмитента, в отношении ценных бумаг которого осуществлена регистрация хотя бы одного проспекта ценных бумаг, проспекта эмиссии ценных бумаг или плана приватизации, признававшегося на дату его утверждения проспектом эмиссии акций.
Если выпуски ценных бумаг в соответствии с указанными выше документами были признаны несостоявшимися или недействительными, либо ценные бумаги таких выпусков были погашены, то обязанность эмитента по раскрытию информации в форме сообщения о существенном факте прекращается.